# Josef Pembaur

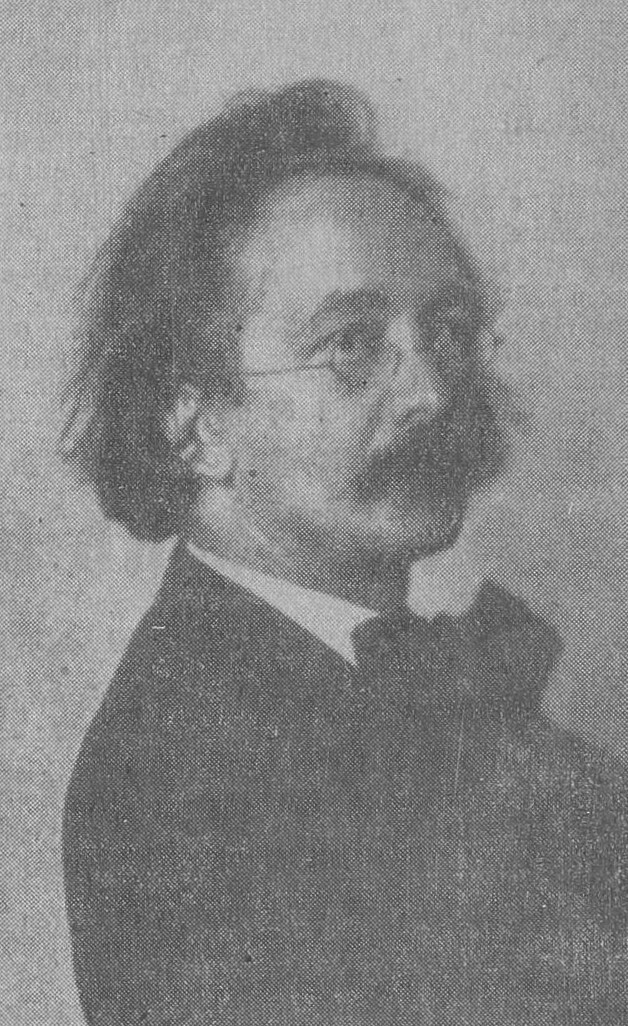
Josef Pembaur, um 1934

Josef Pembaur (* 20. April 1875 in Innsbruck; † 12. Oktober 1950 in München) war ein österreichischer Pianist und Komponist. 

## Leben
Josef Pembaur war der Sohn des Komponisten und Musikdirektors Josef Pembaur der Ältere (1848–1923). Seine erste musikalische Ausbildung erhielt er durch seinen Vater. 1893 bis 1896 studierte er an der Königlichen Akademie der Tonkunst in München Klavier bei Ludwig Thuille, Dirigieren bei Ludwig Abel und Komposition und Orgel bei Josef Gabriel Rheinberger. Bei der Abschlussprüfung 1896 erhielt er eine Goldmedaille. Von 1896 bis 1901 war er als Klavierlehrer an der gleichen Ausbildungsstätte tätig.
1901/02 folgten weitere Studien bei Alfred Reisenauer am Konservatorium der Musik zu Leipzig, wo er in Folge als Fachlehrer für das Höhere Klavierspiel angestellt wurde. 1912 wurde er zum sächsischen Professor ernannt. 1921 zum bayrischen Professor ernannt, kehrte er an die Akademie für Tonkunst nach München zurück und leitete eine Meisterklasse für Klavier.
Pembaur absolvierte auch zahlreiche Konzertreisen. In Berlin gehörte er zu den Preisrichtern beim Wettbewerb um den Ibach-Preis.
Im Frühjahr 1919 nahm er acht Klavierstücke für das Reproduktionsklavier Welte-Mignon auf, darunter zwei Kompositionen seines Vaters, vermutlich seine frühesten Aufnahmen.
Am 29. Oktober 1918 hatte Thomas Mann ihn in einer Veranstaltung mit Joachim von Delbrück gehört, der an diesem Abend aus seinem Roman Der sterbende Chopin las. Mann kommentierte dies in seinem Tagebuch so: „Ich hörte die Musik, namentlich die Sonate mit dem Trauermarsch, die P. ausgezeichnet spielte, mit innigem Vergnügen. Dazwischen drosch dieser Esel von Delbrück sein Stroh. Wir gingen vor der letzten Abteilung.“
1906 heiratete er die Pianistin Maria Elterich, die beiden traten auch gemeinsam an zwei Klavieren auf.
Pembaurs Bruder Karl war Komponist und Chorleiter in Dresden.

## Kompositionen
- Kammermusikwerke
- Klavierstücke
- Chöre
- Lieder

## Schriften
- Von der Poesie des Klavierspiels. München: Wunderhorn-Verlag 1911 (1998 erschien ein Reprint der 5. Auflage von 1919. ISBN 3-929379-03-1)
- Ludwig van Beethovens Sonaten: op. 31 No 2 und op. 57. München: Wunderhorn-Verlag 1915

## Tondokumente
- Phonola-Klavierrollen der Firma Ludwig Hupfeld AG, Leipzig
- Welte-Mignon-Klavierrollen der Firma M. Welte & Söhne, Freiburg
- Schallplatten für die Carl Lindström-AG (aufgenommen in Berlin, November 1927)
  - Frédéric Chopin:
    - Prélude Nr. 15 Des-Dur „Regentropfen“, op. 28

  - Franz Liszt:
    - Mephisto-Walzer Nr. 1
    - Waldesrauschen
    - Konzert für Klavier und Orchester Nr. 2 A-Dur. Es begleiten Mitglieder der Staatskapelle Berlin unter Frieder Weissmann
- Schallplatten für Klankopname Studio’s van Wouw, Amsterdam (aufgenommen um 1938)[1]
  - Frédéric Chopin:
    - Ballade Nr. 3 As-Dur, op. 47
- Rundfunkaufnahmen
  - Franz Liszt:
    - Konzert für Klavier und Orchester Nr. 2 A-Dur. Es begleitet das Concertgebouw-Orchester unter Eduard van Beinum (aufgenommen am 8. September 1935)